# Picus awokera
Picus awokera е вид птица от семейство Picidae.

## Разпространение
Видът е разпространен в Япония.